# Сапега, Кароль Юзеф
Князь Кароль Юзеф Сапега (пол. Karol Józef Sapieha, бел. Караль Юзаф Сапега, до 1718 — 20 марта 1768) — государственный деятель Великого княжества Литовского, писарь польный литовский (1730—1748), воевода берестейский (1748—1768), кавалер орденов Белого Орла и Святого Станислава.

## Биография
Происходил из коденской линии знатного литовского магнатского рода Сапег герба «Лис». Старший сын воеводы берестейского Владислава Иосафата Сапеги (1652—1733) и Криштины Сангушко (1679—1756). Младший брат — воевода мстиславский Игнацы Сапега.
Кароль Юзеф Сапега избирался послом на сеймы. В 1730 году получил должность писаря польного литовского. В 1733 году поддержал избрание Станислава Лещинского на польский королевский трон, но затем быстро перешел на сторону саксонского курфюрста Августа Веттина, ставшего новым королём Речи Посполитой под именем Августа III. В 1735 году получил командование гусарской хоругвью. В 1744 году стал кавалером Ордена Белого Орла.
В 1748 году Кароль Юзеф Сапега получил должность воеводы берестейского, которую занимал вплоть до своей смерти. В 1764 году поддержал избрание на польский престол Станислава Августа Понятовского, от которого в 1766 году получил Орден Святого Станислава.
После смерти в 1758 году своего младшего брата Игнацы Кароль Юзеф Сапега взял на себя опеку над его сыновьями.
Был женат на Марии Казимире Фирлей (ум. 1737), от брака с которой детей не имел.
Скончался 20 марта 1768 года в своём имении Вишнице в Берестейском воеводстве.